# 박경석 (1937년)
박경석(1937년 2월 11일~2019년 4월 12일)은 대한민국의 정치인이다. 제11·12대 국회의원을 지냈다.

## 역대 선거 결과
|  | 35.6% |

|  | 38.62% |

|  | 32.12% |